# Campeonato Europeo de Taekwondo
El Campeonato Europeo de Taekwondo es la máxima competición de taekwondo a nivel europeo. Se efectúa desde 1976 y es organizado cada año por la Unión Europea de Taekwondo (ETU). A partir de 1980 se ha contado con un torneo femenino.
Actualmente se compite en 16 categorías, 8 masculinas y 8 femeninas:
- Categorías masculinas: -54 kg, 58 kg, 63 kg, 68 kg, 74 kg, 80 kg, 87 kg y +87 kg.

- Categorías femeninas: -46 kg, 49 kg, 53 kg, 57 kg, 62 kg, 67 kg, 73 kg y +73 kg.

España es el país más exitoso en estos campeonatos, sumando 65 medallas de oro y 205 medallas en total. Segundo y tercer puesto lo ocupan Turquía (64 de oro y 193 en total) y Alemania (49 de oro y 162 en total), respectivamente.

## Ediciones
| Núm.  | Año  | Sede                 | País         |
| ----- | ---- | -------------------- | ------------ |
| I     | 1976 | Barcelona            | España       |
| II    | 1978 | Múnich               | RFA          |
| III   | 1980 | Copenhague           | Dinamarca    |
| IV    | 1982 | Roma                 | Italia       |
| V     | 1984 | Stuttgart            | RFA          |
| VI    | 1986 | Seefeld              | Austria      |
| VII   | 1988 | Ankara               | Turquía      |
| VIII  | 1990 | Århus                | Dinamarca    |
| IX    | 1992 | Valencia             | España       |
| X     | 1994 | Zagreb               | Croacia      |
| XI    | 1996 | Helsinki             | Finlandia    |
| XII   | 1998 | Eindhoven            | Países Bajos |
| XIII  | 2000 | Patras               | Grecia       |
| XIV   | 2002 | Samsun               | Turquía      |
| XV    | 2004 | Lillehammer          | Noruega      |
| XVI   | 2005 | Riga                 | Letonia      |
| XVII  | 2006 | Bonn                 | Alemania     |
| XVIII | 2008 | Roma                 | Italia       |
| XIX   | 2010 | San Petersburgo      | Rusia        |
| XX    | 2012 | Mánchester           | Reino Unido  |
| XXI   | 2014 | Bakú                 | Azerbaiyán   |
| XXII  | 2016 | Montreux             | Suiza        |
| XXIII | 2018 | Kazán                | Rusia        |
| XXIV  | 2020 | Belgrado (cancelado) | Serbia       |
| XXIV  | 2021 | Sofía                | Bulgaria     |
| XXV   | 2022 | Mánchester           | Reino Unido  |
| XXVI  | 2024 | Belgrado             | Serbia       |

## Medallero histórico
- Actualizado a Belgrado 2024.

| Núm. | País                 | Oro | Plata | Bronce | Total |
| ---- | -------------------- | --- | ----- | ------ | ----- |
| 1    | España               | 65  | 57    | 83     | 205   |
| 2    | Turquía              | 64  | 69    | 60     | 193   |
| 3    | Alemania             | 49  | 34    | 79     | 162   |
| 4    | Rusia                | 30  | 23    | 45     | 98    |
| 5    | Francia              | 27  | 29    | 60     | 116   |
| 6    | Países Bajos         | 26  | 28    | 48     | 102   |
| 7    | Reino Unido          | 26  | 16    | 39     | 81    |
| 8    | Croacia              | 24  | 14    | 41     | 79    |
| 9    | Italia               | 23  | 22    | 63     | 108   |
| 10   | Dinamarca            | 18  | 19    | 33     | 70    |
| 11   | Grecia               | 9   | 13    | 29     | 51    |
| 12   | Azerbaiyán           | 8   | 13    | 20     | 41    |
| 13   | Bélgica              | 6   | 2     | 16     | 24    |
| 14   | Suecia               | 4   | 10    | 28     | 42    |
| 15   | Bielorrusia          | 4   | 1     | 14     | 19    |
| 16   | Serbia               | 3   | 9     | 15     | 27    |
| 17   | Austria              | 3   | 7     | 17     | 27    |
| 18   | Hungría              | 3   | 2     | 6      | 11    |
| 19   | Portugal             | 3   | 0     | 6      | 9     |
| 20   | Ucrania              | 2   | 7     | 13     | 22    |
| 21   | Polonia              | 2   | 5     | 17     | 24    |
| 22   | Israel               | 1   | 3     | 7      | 11    |
| 23   | Suiza                | 1   | 3     | 3      | 7     |
| 24   | Moldavia             | 1   | 1     | 4      | 6     |
| 25   | Armenia              | 1   | 1     | 1      | 3     |
| 26   | Bulgaria             | 1   | 0     | 2      | 3     |
| 27   | Isla de Man          | 1   | 0     | 0      | 1     |
| 28   | Bosnia y Herzegovina | 0   | 4     | 2      | 6     |
| 29   | Noruega              | 0   | 3     | 9      | 12    |
| 30   | Eslovenia            | 0   | 3     | 5      | 8     |
| 31   | Finlandia            | 0   | 2     | 21     | 23    |
| 32   | Letonia              | 0   | 1     | 2      | 3     |
| 32   | República Checa      | 0   | 1     | 2      | 3     |
| 34   | Irlanda              | 0   | 1     | 1      | 2     |
| 34   | Rumania              | 0   | 1     | 1      | 2     |
| 36   | Georgia              | 0   | 1     | 0      | 1     |
| 37   | Chipre               | 0   | 0     | 4      | 4     |
| 38   | Macedonia del Norte  | 0   | 0     | 1      | 1     |
| 38   | RTA                  | 0   | 0     | 1      | 1     |
|      | TOTAL                | 405 | 405   | 798    | 1608  |

1. ↑  Incluye las medallas obtenidas por la RFA entre 1949 y 1990.
2. ↑  Incluye las medallas obtenidas como AIN (Atletas Individuales Neutrales).
3. ↑  Incluye las medallas obtenidas por la RFS de Yugoslavia y la RF de Yugoslavia.